# Ореовац (Ниш)
Ореовац је насељено место у градској општини Пантелеј на подручју града Ниша у Нишавском округу. Налази се на североисточном рубу Нишке котлине, на око 18 km од центра Ниша. Према попису из 2022. године било је 259 становника (према попису из 1991. године било је 449 становника).

## Историја
Како о суседној Пасјачи тако и о Ореовцу нема података из давнијих времена. Судећи по црквинама Ореовац је засељен још у предтурском периоду, али прва службена вест о њему датира из 1873/74. године када га помињу аустријске уходе (без података о броју кућа). Ослобођење од Турака затекло га је као село с педесетак махом задружних кућа.
Крајем 19. века (1895. године) село је имало око 73 домаћинстава и 589 становника, а године 1930. у њему је живело 106 домаћинстава и 696 становника.
Крајем 19. и у првим деценијама 20. века окончан је распад породичних задруга и убрзан процес уситњавања земљишта. Поред шумско-сточарске ојачала је улога ратарства и стајског сточарства, а после Другог светског рата, нарочито од 1960. године оријентација на радничка занимања и делимично исељавање радно способног становништва. Село је, ипак, задржало пољопривредни карактер иако са значајнијим примесама мешовите привреде, што се види из економско - социјалне структуре домаћинстава у којој је 1971. године било 71 пољопривредно, 67 мешовитих и 8 непољопривредних домаћинстава.

## Саобраћај
До Ореовца се може доћи приградском линијом 17 ПАС Ниш - Доња Врежина - Горња Врежина - Малча - Пасјача - Ореовац.

## Демографија
У насељу Ореовац живи 274 пунолетних становника, а просечна старост становништва износи 49,7 година (47,5 код мушкараца и 52,2 код жена). У насељу има 113 домаћинстава, а просечан број чланова по домаћинству је 2,29.
Ово насеље је у потпуности насељено Србима (према попису из 2002. године), а у последња три пописа, примећен је пад у броју становника.
|  |

| Демографија | Демографија | Демографија |
| Година      | Становника  | Становника  |
| ----------- | ----------- | ----------- |
| 1948.       | 736         |             |
| 1953.       | 745         |             |
| 1961.       | 739         |             |
| 1971.       | 622         |             |
| 1981.       | 514         |             |
| 1991.       | 449         | 449         |
| 2002.       | 370         | 370         |
| 2011.       | 299         |             |
| 2022.       | 259         |             |

| Етнички састав према попису из 2002.‍ | Етнички састав према попису из 2002.‍ | Етнички састав према попису из 2002.‍ | Етнички састав према попису из 2002.‍ | Етнички састав према попису из 2002.‍ |
| ------------------------------------ | ------------------------------------ | ------------------------------------ | ------------------------------------ | ------------------------------------ |
|                                      |                                      |                                      |                                      |                                      |
| Срби                                 | Срби                                 |                                      | 370                                  | 100,0%                               |
| непознато                            | непознато                            |                                      | 0                                    | 0,0%                                 |

| Година пописа     | 1948. | 1953. | 1961. | 1971. | 1981. | 1991. | 2002. |
| ----------------- | ----- | ----- | ----- | ----- | ----- | ----- | ----- |
| Број домаћинстава | 134   | 141   | 155   | 146   | 143   | 136   | 129   |

| Број чланова      | 1  | 2  | 3  | 4  | 5  | 6 | 7 | 8 | 9 | 10 и више | Просек |
| ----------------- | -- | -- | -- | -- | -- | - | - | - | - | --------- | ------ |
| Број домаћинстава | 34 | 37 | 13 | 20 | 14 | 6 | 4 | 0 | 1 | 0         | 2,87   |

| Пол    | Укупно | Неожењен/Неудата | Ожењен/Удата | Удовац/Удовица | Разведен/Разведена | Непознато |
| ------ | ------ | ---------------- | ------------ | -------------- | ------------------ | --------- |
| Мушки  | 176    | 34               | 110          | 26             | 6                  | 0         |
| Женски | 150    | 16               | 106          | 26             | 2                  | 0         |
| УКУПНО | 326    | 50               | 216          | 52             | 8                  | 0         |

| Пол    | Укупно                    | Пољопривреда, лов и шумарство | Рибарство                            | Вађење руде и камена | Прерађивачка индустрија       |
| ------ | ------------------------- | ----------------------------- | ------------------------------------ | -------------------- | ----------------------------- |
| Мушки  | 112                       | 45                            | 0                                    | 1                    | 21                            |
| Женски | 71                        | 58                            | 0                                    | 0                    | 7                             |
| УКУПНО | 183                       | 103                           | 0                                    | 1                    | 28                            |
| Пол    | Производња и снабдевање   | Грађевинарство                | Трговина                             | Хотели и ресторани   | Саобраћај, складиштење и везе |
| Мушки  | 0                         | 13                            | 5                                    | 0                    | 17                            |
| Женски | 0                         | 0                             | 3                                    | 0                    | 1                             |
| УКУПНО | 0                         | 13                            | 8                                    | 0                    | 18                            |
| Пол    | Финансијско посредовање   | Некретнине                    | Државна управа и одбрана             | Образовање           | Здравствени и социјални рад   |
| Мушки  | 2                         | 1                             | 3                                    | 2                    | 1                             |
| Женски | 0                         | 0                             | 1                                    | 1                    | 0                             |
| УКУПНО | 2                         | 1                             | 4                                    | 3                    | 1                             |
| Пол    | Остале услужне активности | Приватна домаћинства          | Екстериторијалне организације и тела | Непознато            | Непознато                     |
| Мушки  | 0                         | 0                             | 0                                    | 1                    | 1                             |
| Женски | 0                         | 0                             | 0                                    | 0                    | 0                             |
| УКУПНО | 0                         | 0                             | 0                                    | 1                    | 1                             |

## Саобраћај
До насеља се може доћи приградском аутобуском линијом ПАС Ниш—Ореовац (линија бр. 17).